# Kyoustendil
Pour l'oblast, voir Kyoustendil (oblast).
Kyoustendil (en bulgare: Кюстендил, translittération internationale Kjustendil, historiquement Велбъжд, Velbăžd ; en turc Köstendil) est une ville de l'extrême Ouest de la Bulgarie et le chef-lieu de l'oblast de Kyoustendil.
Situé à environ 90 km à l'ouest de Sofia, Kyoustendil compte 46 246 habitants (chiffre de 2008).
Kyoustendil tire son nom du seigneur médiéval serbe de Macédoine de l'Est Konstantin Dragaš.
Le champ Kyoustendil est connu comme le verger de la Bulgarie, et la ville est connue comme telle pour les artistes et l'art.

## Géographie
La ville est située près du centre géographique de la péninsule balkanique et à mi-chemin entre Sofia et Skopje. Il est situé dans la vallée de Kyustendil dans la partie très nord-est d'Osogovo.

## Balnéologie
Nombreuses sources minérales et balnéologiques, coptées. Centre de balnéologie depuis l'antiquité, avec la ville ressuscitant des officiers de l'armée romaine. Plusieurs empereurs romains l'ont visité et l'ont utilisé à des fins de guérison et de réhabilitation, mais plus particulièrement Marc Aurèle, qui visitait régulièrement Pautalia (l'ancien nom de la ville), gérant l'empire d'ici, y compris la création. Les Sévères a également nargué la ville, lui donnant le droit de frapper ses propres pièces.
L'ancien asclépiéion de Pautalia était le deuxième plus grand d'Europe après celui d'Epidaure.

## Histoire

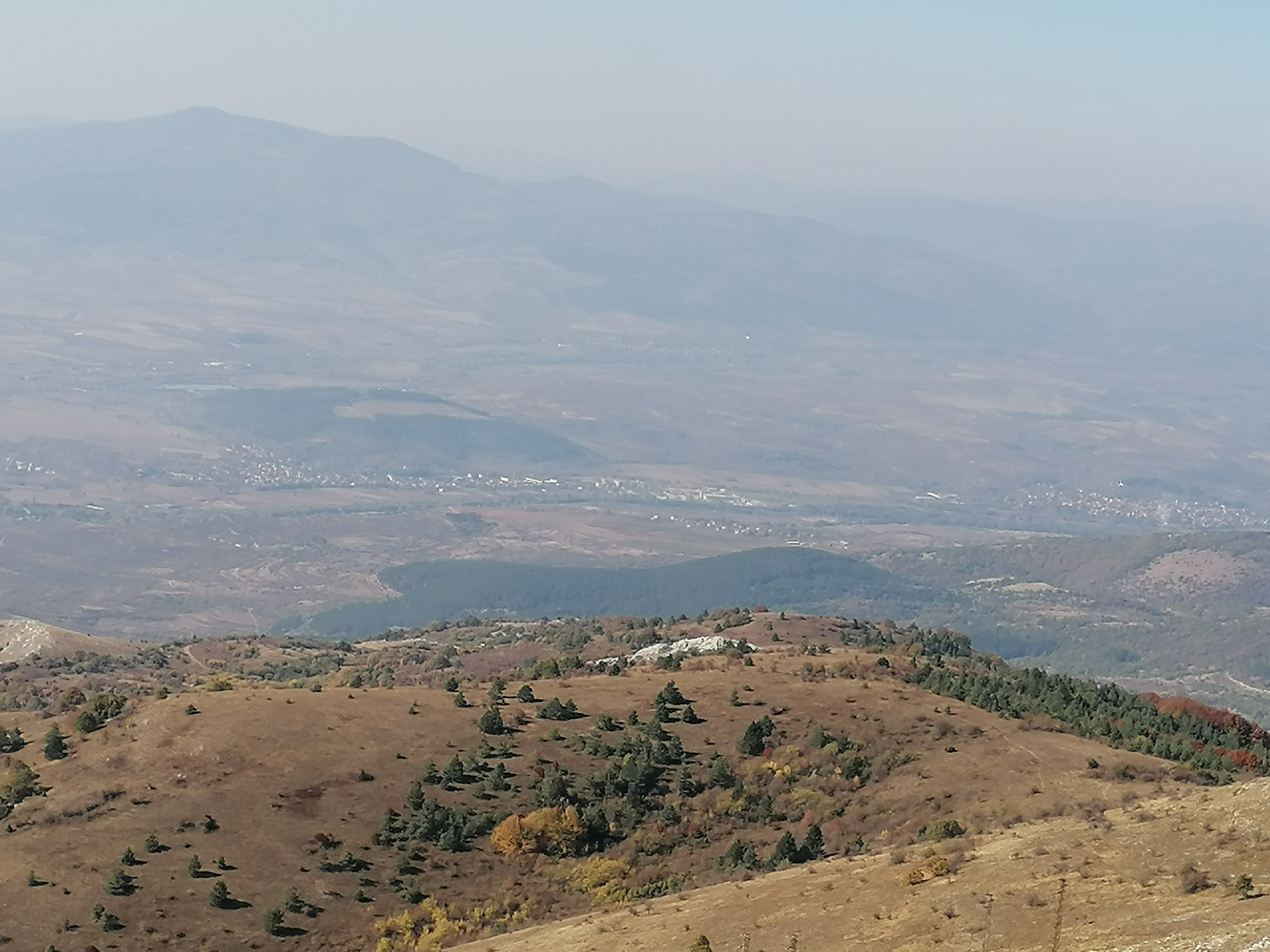
Le lieu de la bataille de Velbajd

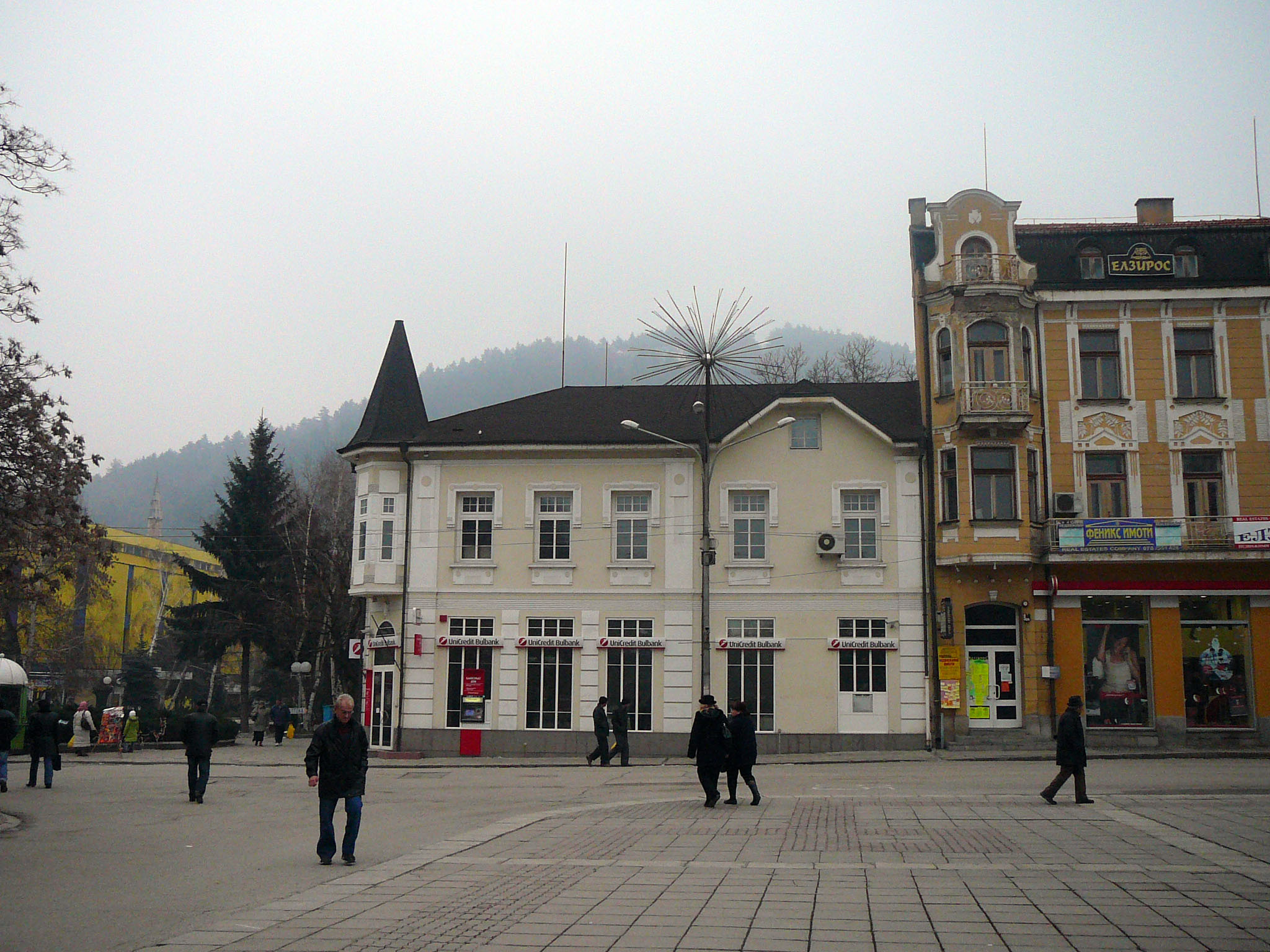

La tribu thrace locale Dentellets était des alliés de Troie dans la guerre de Troie.
L'ancienne Pautalia prospéra pendant l'antiquité. En 106, la ville, avec Serdika, Philippopolis et Augusta Trayana /Stara Zagora/ a obtenu les droits municipe. Probablement détruite lors de la grande migration des peuples, la ville est mentionnée par son nom médiéval Velbajd au début du XIe siècle. En tant que centre épiscopal, c'est-à-dire que c'était une ville relativement grande.
Près de la ville, ie. sur ses terres, au pied de Rila, se trouve le monastère de Rila, et encore plus proche du monastère d'Osogovo. Près de cette ville, eut lieu le 23 juillet 1330, une bataille entre les armées bulgares du tsar Michel IV Chichman Ier et celles des armées Serbes de Stefan Uroš III Dečanski.
Pendant la période ottomane, la ville a obtenu son nom actuel en tant que centre de la possession féodale tardive de Konstantin Dragaš. C'est le centre militaire des Ottomans en Europe, et selon la population du Sandjak de Kyoustendil, il a fourni le plus grand contingent du sultan ottoman pour les guerres d'un empire en Europe, principalement contre le Saint-Empire romain germanique.
En raison de la glorieuse histoire de la ville, pendant la Première Guerre mondiale, le quartier général de l'armée bulgare est à Kyoustendil, la ville étant dirigée par la Bulgarie. À cette époque, il reçut la visite d'un certain nombre d'hommes d'État importants et de commandants des puissances centrales, dont le dernier empereur austro-hongrois Charles Ier (empereur d'Autriche),.
Pendant la Seconde Guerre mondiale, la ville était le quartier général de la première armée bulgare, dirigée par le général Vladimir Stoychev, le seul général non-armée rouge à participer au Défilé du Jour de la Victoire 1945 à l'invitation personnelle de Staline,.

## Printemps de Kyoustendil
Depuis 1966, la ville a sa propre fête spéciale célébrée chaque 21 mars — le Printemps de Kyoustendil. Le 11 avril de la même année 1966, la ville a été spécialement visitée par Youri Gagarine et sa femme, exactement cinq ans après le premier vol d'une personne dans l'espace, en reconnaissance de la glorieuse histoire de la ville, où la connexion royale du sang maternel du premier tsar russe et fondateur de la Russie - Ivan le Terrible[pas clair].
Youri Gagarine a planté un arbre dans la ville, un acte immortalisé par un bas-relief, une rue de la ville portant son nom.

## Personnalités
- Jordan Ivanov (1872-1947), historien et archéologue.
- Krum Lekarski (1898-1981), cavalier bulgare.
- Assen Vassiliev (1900-1981), peintre et historien de l'art.
- Dragan Prokopiev (1904-1988), chef de chœur et pédagogue.
- Ilian Stoyanov (1977-), footballeur.
- Denitsa Ikonomova (1987-), danseuse.
- Yordan Zahariev (1877-1965), ethnographe et folkloriste.